# APAN Music Awards
APAN Music Awards son unos premios surcoreanos organizados por la Korea Entertainment Management Association (KEMA), la misma asociación encargada de los APAN Star Awards. Se creó para condecorar a los mejores artistas de K-pop del año en varias categorías musicales, como parte de un evento de dos días.
Originalmente, la primera entrega iba a realizarse el 28 de noviembre de 2020 en el Grand Peace Hall en la Universidad de Kyung Hee y se transmitiría exclusivamente en las plataformas en línea Olleh TV y Seezn; sin embargo, se pospuso indefinidamente el 18 de noviembre de 2020 debido a las nuevas regulaciones impuestas en Seúl por la pandemia de COVID-19. En su lugar, los ganadores de algunas categorías se revelaron en línea.
El 17 de diciembre de 2020, se anunció que la nueva fecha para la ceremonia sería el 23 de enero de 2021, aunque posteriormente, el 15 de enero de 2021 se cambió al día 24 del mismo mes.

## Ganadores y nominados

### Premios principales
| Logro número uno (Daesang)                                                                                | Canción del año   |
| --- | ----------------- |
| - BTS | - Monsta X        |
| Artista del año                                                                                           | Grabación del año |
| - NCT 127                                                                                                 | - Twice           |
| APAN Top 10 (Bonsang)                                                                                     |                   |
| - BTS - Got7 - Iz*One - Kang Daniel - Lim Young-woong - Monsta X - NCT 127 - Seventeen - The Boyz - Twice |                   |
| New Wave Award                                                                                            | Mejor K-Trot      |
| - Treasure, Hynn                                                                                          | - Jang Min-ho     |

### Premios Elección APAN
| Elección APAN - Mejor vocalista              | Elección APAN - Nuevo interés   |
| -------------------------------------------- | ------------------------------- |
| - Kim Jae-hwan                               | - LEENALCHI                     |
| Elección APAN - Nueva estrella global Hallyu | Elección APAN - Mejor tendencia |
| - A.C.E                                      | - Ha Sung-woon                  |
| Elección APAN - Mejor ícono K-pop nuevo      |                                 |
| - WEi                                        |                                 |

### Premios a la popularidad
Los ganadores se determinan únicamete a través de las votaciones en las aplicaciones Idol Champ y KT Seezn.
| Mejor video musical             | Mejor video musical              |
| ------------------------------- | -------------------------------- |
| - Blackpink                     |                                  |
| Mejor ícono                     | Mejor interpretación             |
| - NCT U                         | - Kang Daniel                    |
| Mejor All-rounder               | KT Seezn Star Award – Cantante   |
| - JB (Got7)                     | - Kang Daniel                    |
| Idol Champ Entertainer – Hombre | Idol Champ Entertainer – Mujer   |
| - Park Ji-hoon                  | - Chuu (Loona)                   |
| Idol Champ Fan's Pick – Grupo   | Idol Champ Global Pick – Grupo   |
| - BTS - Iz*One                  | - Seventeen - Blackpink          |
| Idol Champ Fan's Pick – Solista | Idol Champ Global Pick – Solista |
| - Kang Daniel - IU              | - Kang Daniel - Hwasa            |